# Wenezuela na Letnich Igrzyskach Olimpijskich 1964
Wenezuelę na Letnich Igrzyskach Olimpijskich 1964 reprezentowało 16 zawodników, 15 mężczyzn i 1 kobieta. Reprezentanci Wenezueli nie zdobyli żadnego medalu na tych igrzyskach.

## Skład kadry

### Judo
Mężczyźni
- Jorge Lugo

waga średnia, do 80kg (odpadł w eliminacjach; przegrał z Fernando Matosem z Portugalii i z Isao Okano z Japonii)

### Lekkoatletyka
Mężczyźni
- Arquímedes Herrera

bieg na 100 metrów (odpadł w półfinale)
bieg na 200 metrów (odpadł w półfinale)
- Lloyd Murad

bieg na 100 metrów (odpadł w ćwierćfinale)
- Hortensio Fucil

bieg na 400 metrów (odpadł w eliminacjach)
- Víctor Maldonado

bieg na 400 metrów (odpadł w eliminacjach)
bieg na 400 metrów przez płotki (odpadł w półfinale)
- Arquímedes Herrera, Lloyd Murad, Rafael Romero, Hortensio Fucil

sztafeta 4 × 100 metrów (zajęła 6. miejsce w finale)
- Héctor Thomas

dziesięciobój (nie ukończył)

### Pływanie
Mężczyźni
- Téodoro Capriles

100 m stylem dowolnym (odpadł w eliminacjach)
400 m stylem dowolnym (odpadł w eliminacjach)
Kobiety
- Anneliese Rockenbach

100 m stylem dowolnym (odpadła w eliminacjach)
100 m stylem grzbietowym (odpadła w eliminacjach)

### Strzelectwo
- Edgar Espinoza

pistolet dowolny 50 m (zajął 28. miejsce)
- José-Antonio Chalbaud

pistolet szybkostrzelny 25 m (zajął 40. miejsce)
- Enrico Forcella

karabinek małokalibrowy leżąc 50 m (zajął 15. miejsce)
- Agustin Rangel

karabinek małokalibrowy leżąc 50 m (zajął 57. miejsce)

### Żeglarstwo
- Karsten Boysen

klasa Finn (zajął 29. miejsce)
- Daniel Camejo, Juan Feld

klasa Star (zajęli 16. miejsce)